# Saint-Sulpice-des-Landes (Ille-et-Vilaine)
Saint-Sulpice-des-Landes é uma comuna francesa na região administrativa da Bretanha, no departamento Ille-et-Vilaine. Estende-se por uma área de 11,09 km². Em 2010 a comuna tinha 827 habitantes (densidade: 74,6 hab./km²).